# Баймашкино
Байма́шкино (чув. Сĕренкасси) — село в Красночетайском районе Чувашской Республики. Входит в состав Акчикасинского сельского поселения.

## География
Находится в северо-западной части Чувашии на расстоянии менее 2 км на север от районного центра села Красные Четаи.

## История
Известно с 1859 года, когда здесь было 44 двора и 345 жителей. В 1897 году было учтено 109 дворов и 668 жителей, в 1926—168 дворов и 813 жителей, в 1939—816 жителей, в 1979—632. В 2002 году было 184 двора, в 2010—133 домохозяйства. В 1929 году был образован колхоз «Прогресс», в 2010 действовало ОАО «Путь Ильича». В 1900—1930 годах действовала Николаевская церковь.

## Население
Постоянное население составляло 443 человек (чуваши 100 %) в 2002 году, 383 в 2010.